# REVA

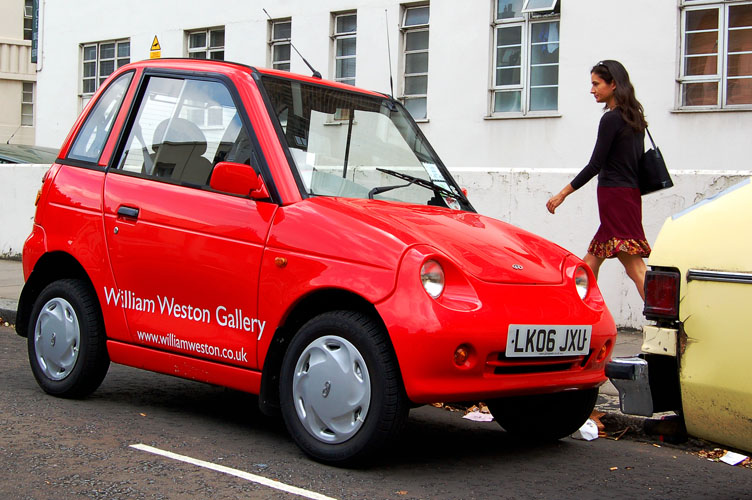
Reva

REVA war eine indische Automarke.

## Beschreibung
Mahindra Reva Electric Vehicles Pvt. Ltd. aus Bangalore, vormals Reva Electric Car Company, vermarktete unter der Marke Reva Elektroautos. Reva ist der Name der Ehefrau des Firmenpatrons. Das Know-how zum Bau kam mit Paul Schweizer aus der Schweiz. Die Marke gab es von 2001 bis 2012. Hauptaufgabengebiet von Mahindra Reva Electric Vehicles Pvt. Ltd. ist heute die Neu- und Weiterentwicklung elektrischer Antriebsstränge für den Mutterkonzern Mahindra&Mahindra. Die Produktion und Vermarktung von Elektroautos liegt heute – im Unterschied zu 2012 und davor – in den Händen des Mutterkonzerns.

## Modelle

### i und L-ion

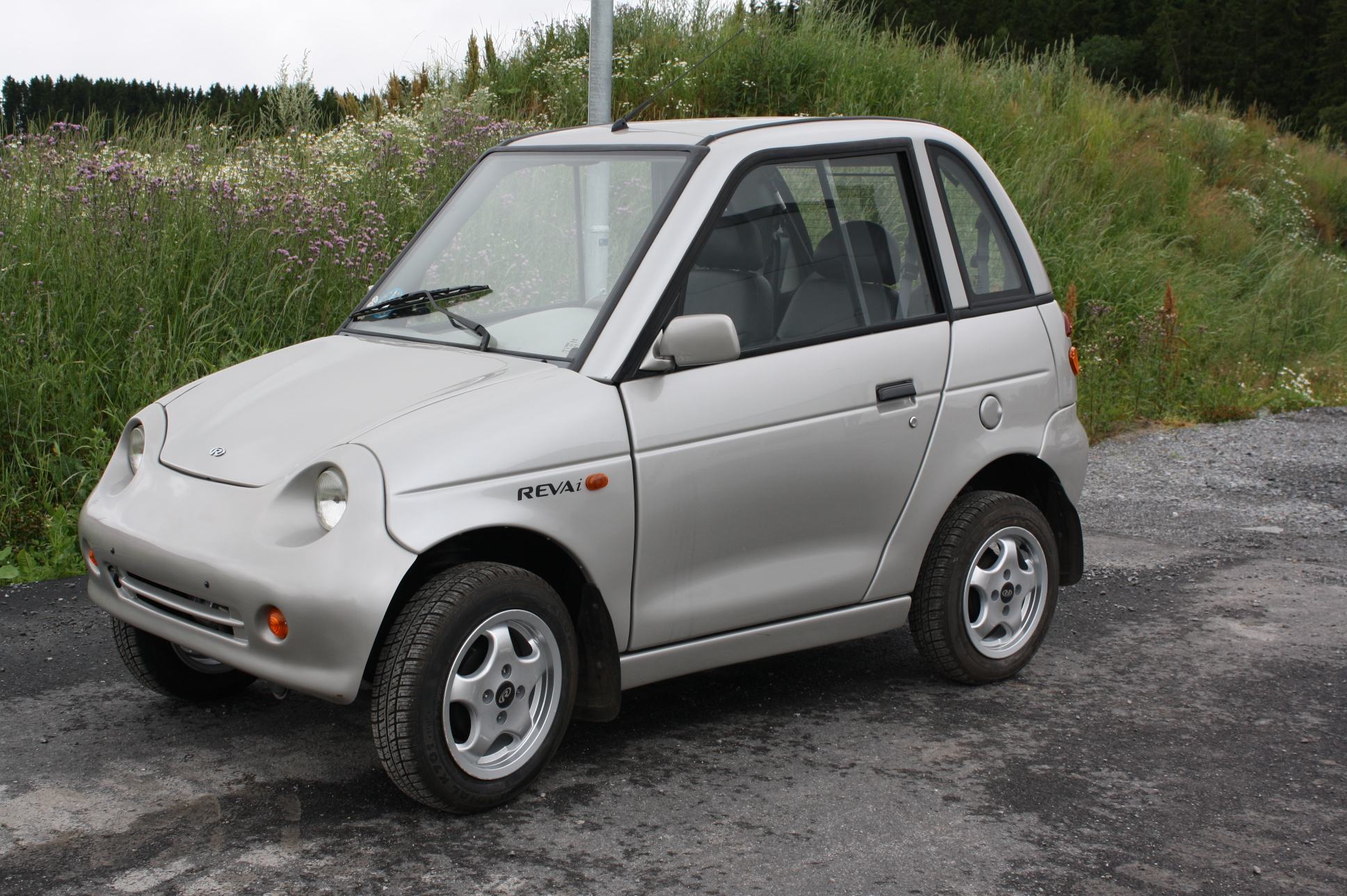
Reva i/Reva L-ion Ansicht von schräg vorn

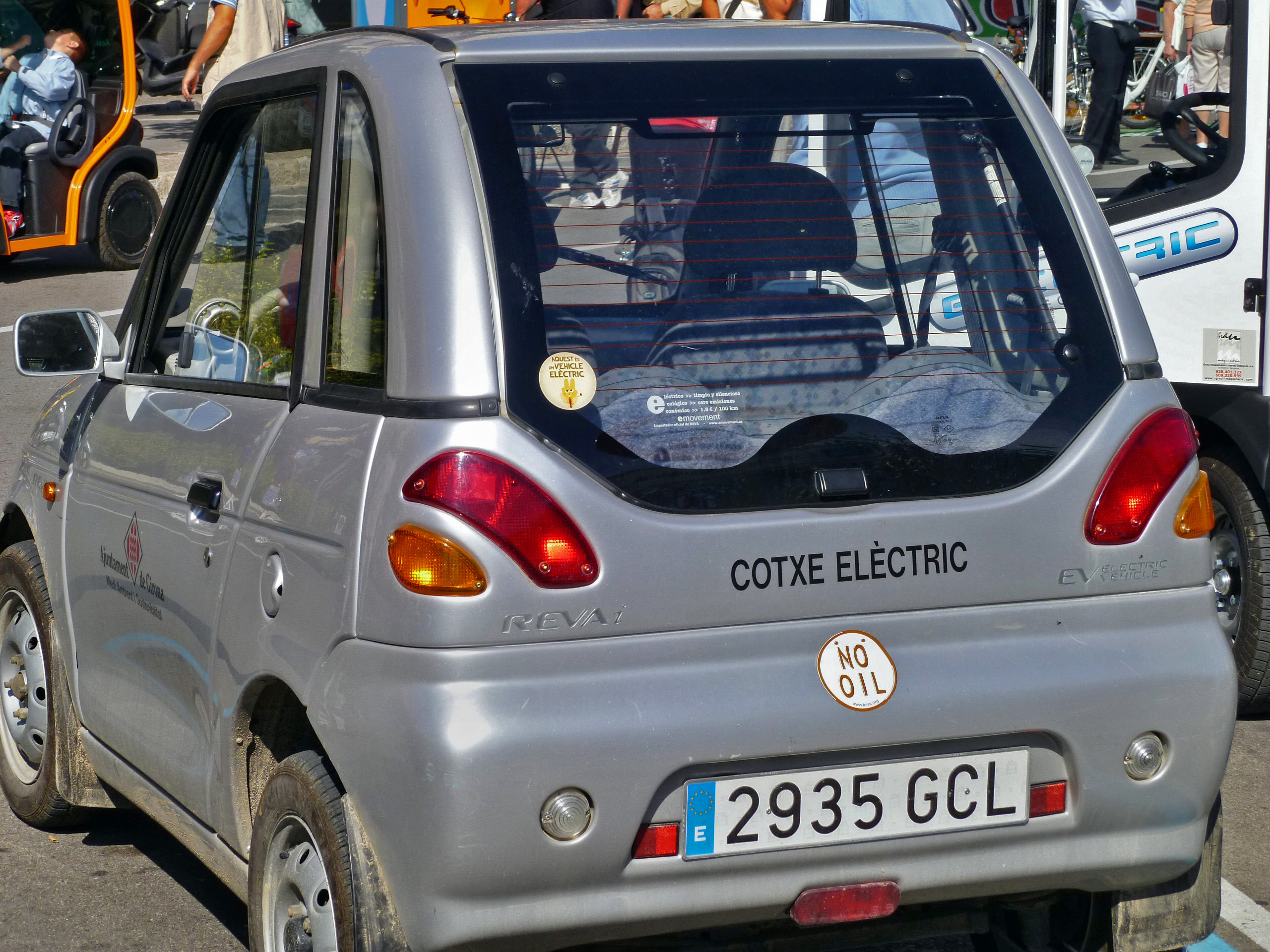
Reva i/Reva L-ion Heck

Die Modelle i und L-ion sind zweitürige Leichtfahrzeuge mit Heckklappe. Die Fahrzeugabmessungen betragen 2,60 Meter Länge, 1,30 Meter Breite und 1,50 Meter Höhe. Das Auto wiegt 565 Kilogramm mit Bleiakkumulatoren und 425 Kilogramm mit Lithium-Ionen-Akkumulatoren und ist für zwei Erwachsene und zwei Kinder (im Fond) ausgelegt. Die Rücksitze können umgelegt werden, so dass ein Gepäckraum entsteht. Die maximale Zuladung beträgt 275 Kilogramm (Bleiakkumulator).
Die Stromversorgung besteht aus acht 6-Volt-Bleiakkumulatoren zu je 200 Ah, die – in Reihe geschaltet – eine Fahrspannung von 48 Volt bereitstellen. Durch ein 350-Ampere-Steuergerät (Hersteller: Curtis) fließt die Energie zu einem AC-Servomotor mit 6 kW (8,2 PS) Nennleistung. Die Spitzenleistung liegt bei 13,1 kW (17,5 PS) bei Bleiakkumulatoren und 14,5 kW (19,7 PS) bei Lithium-Ionen-Akkumulatoren. Beim Betätigen des Bremspedals fließen abhängig von der Geschwindigkeit etwa 30 A bis 170 A zurück in den Akkumulator (Rekuperation).
Die beiden Modelle konnten auch in die Vereinigten Staaten exportiert werden, wenn sie einen Geschwindigkeitsbegrenzer zur Benutzung als Neighborhood Electric Vehicle (NEV) bekamen.
Mit insgesamt 3000 verkauften Exemplaren (Stand: Mai 2007) lieferte sich der Reva mit dem CityEL mit 6000 Verkäufen (Stand: September 2008) ein Duell um das meistverkaufte Elektroauto. Spätestens 2011 ist er in dieser Kategorie vom Nissan Leaf abgelöst worden. Sehr beliebt ist der Reva auch in London, wo man damit keine Congestion Charge zu zahlen braucht. Den unterschiedlichen Kundengruppen hat der Hersteller mit über 2000 Ausstattungs- und Farbvarianten für ein maßgeschneidertes Gefährt entgegenzukommen versucht.
Der Vertrieb in Deutschland wurde im Mai 2009 von Smiles in Aub bei Würzburg als Generalimporteur übernommen. Die Smiles AG war ebenfalls Hersteller des Modells CityEL. Die Preisspanne begann bei zirka 13.000 Euro für die Standard-Version mit Bleiakkumulatoren und reichte bis ca. 23.000 Euro für die Deluxe-Version mit Lithium-Akkumulatoren.
|                            | Modell i                                                | Modell L-ion                                            |
| -------------------------- | ------------------------------------------------------- | ------------------------------------------------------- |
| Elektromotor               | 13 kW AC-Servomotor                                     | 14,5 kW AC-Servomotor                                   |
| Ladegerät                  | max. 2,2 kW eingebaut                                   | max. 2,2 kW eingebaut                                   |
| Ladekabel                  | Standardkabel für 230 V/10 A/15 A Steckdose umschaltbar | Standardkabel für 230 V/10 A/15 A Steckdose umschaltbar |
| Ladezeit                   | 8 Stunden (100 %)                                       | 6 Stunden                                               |
| Spannung                   | 48 V                                                    | 50,2 V                                                  |
| Batterietyp                | 8 Bleiakkumulatoren                                     | 16 Lithium-Ionen-Akkumulatoren                          |
| Kapazität                  | 200 Ah (9,6 kWh)                                        | 200 Ah (9,6 kWh)                                        |
| Einbauort des Akkumulators | unter den Vordersitzen                                  | unter den Vordersitzen                                  |
| Reichweite                 | 50 km                                                   | 100 km                                                  |
| Höchstgeschwindigkeit      | 81 km/h                                                 | 81 km/h                                                 |

### Die Prototypen NXG und NXR

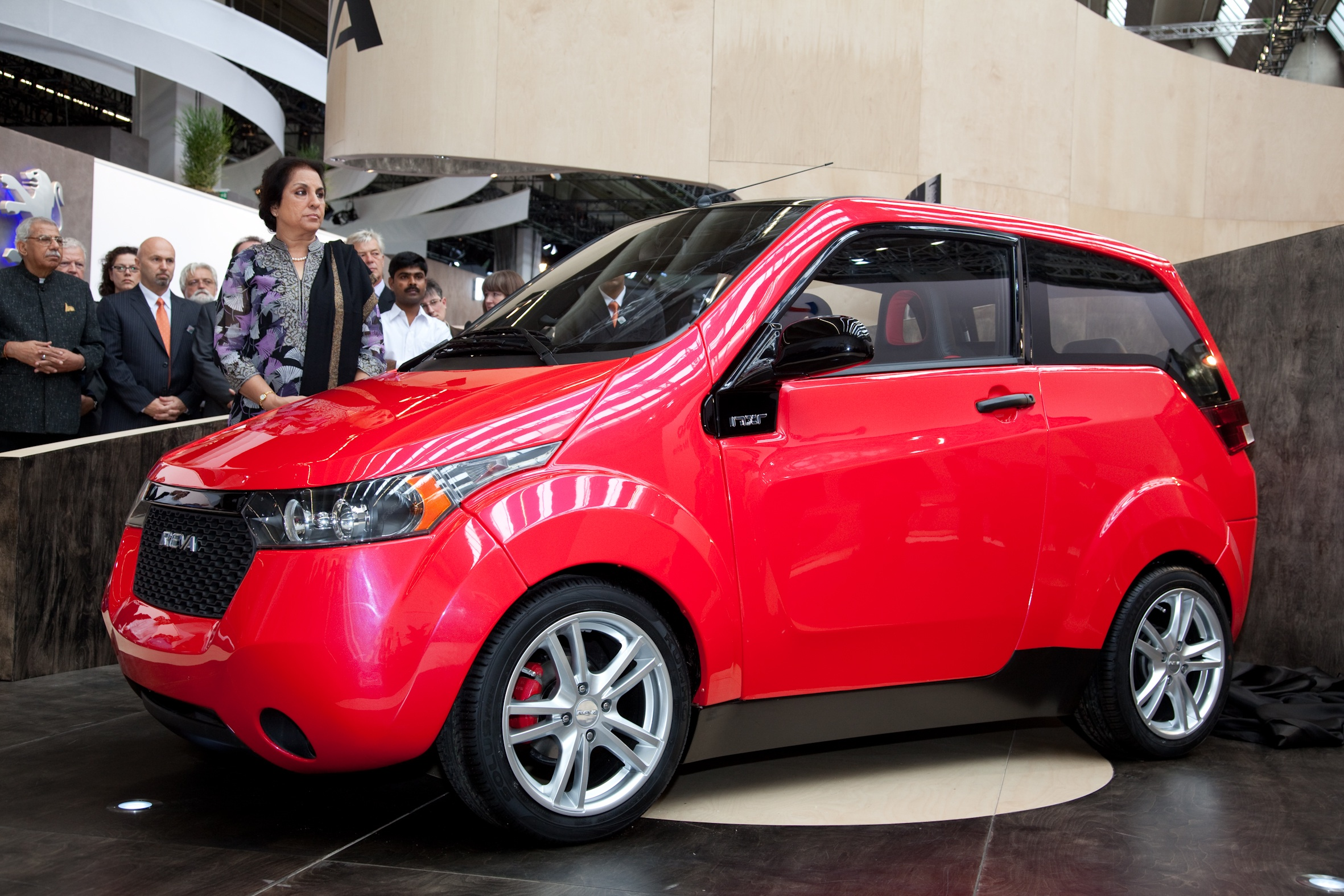
Ein Reva NXR auf der IAA 2009 in Frankfurt am Main

Die Nachfolgemodelle des i und L-ion – sind der „Reva NXG“ (2-Sitzer mit Targadach-Fließheck) und der „Reva NXR“ (Viersitzer-Limousine mit Steilheck) in den Varianten „City“ mit Blei-Gel-Akkumulatoren und „Intercity“ mit Lithium-Ionen-Akkumulatoren. Ursprünglichen Planungen zufolge sollte die Großserie des Modells „Reva NXR“ im Dezember 2010 im Fahrzeugwerk in Bangalore/Indien anlaufen. Vorgesehen war eine Stückzahl von zunächst 30.000 pro Jahr. Tatsächlich ist das Modell dann jedoch erst viel später, nämlich zur Jahreswende 2012/2013, als „Mahindra e2o“ auf den indischen Markt gebracht worden. Der Produktionsstart des Prototyps „Reva NXG“ war für das Jahr 2012 vorgesehen. Es scheint, als seien zwischenzeitlich angedachte Vorhaben mit dem NXG nicht mehr weiterverfolgt worden.